# Дністер (страхове товариство)
«Дністе́р» (офіційна назва — «Товариство взаємних обезпечень „Дністер“»; у перші роки — з додатком «від вогню») — перша українська страхова компанія, що була заснована у 1892 році.
Правління страхової компанії містилося у центральній частині Львова, на вулиці Руській, 20.

## Історія
Українське страхове товариство «Дністер», засноване у Львові у 1892 році. За словами Олександра Барвінського, ініціатива створення у Львові руського страхового товариства з'явилася ще за 30 років перед тим, але реалізувати цей задум вдалося лише на початку 1890-х років, завдяки старанням Костя Левицького, Стефана Федака, Василя Нагірного, Дам'яна Савчака, Теофіля Бережницького, о. Олексія Торонського. У відповідь на їхнє прохання, надіслане в травні 1890 року, австро-угорський уряд надав дозвіл на створення товариства у термін до кінця червня 1892 р. Проєкт статуту майбутнього «Дністра» розробив 1884 року Кость Левицький.
7 грудня 1891 року «Дністер» отримав дозвіл Міністерства внутрішніх справ Австро-Угорщини (за іншими даними — 8 грудня 1891, № 22751) та Галицького намісництва на початок функціонування. 29 грудня того ж року було створено екзекутивний (виконавчий) комітет майбутнього товариства у згаданому складі (без К. Левицького) на чолі з Т. Бережницьким і почалося збирання статутного фонду.
Спершу товариство страхування від вогню планували назвати «Русь», але взявши до уваги той факт, що в разі його фінансового краху в антиукраїнських колах може поширитися недоброзичливий вислів «Русь збанкрутувала», зупинилися на назві «Бескид», але остаточно було обрано назву «Дністер». Установчі збори товариства відбулися 29 червня 1892 року. Першим президентом Надзірної ради «Дністра» обрали Теофіля Бережницького, почесним президентом — Галицького митрополита, кардинала Сильвестра (Сембратовича), технічним директором — Ярослава Кулачковського, який перебував на цій посаді у 1892—1909 роках.
Завдяки енергійній діяльності першого директора Ярослава Кулачковського товариство перетворилося на одну з найповажніших страхових компаній Галичини.
Першою адресою «Дністра» у Львові була вулиця Валова, 11 (кам'яниця Антоніни Балутовської). На початку XX століття цей будинок розібрали і на його місці збудували неоготичну будівлю зі скульптурами лицарів. Після того, як 1895 року Товариство «Просвіта» придбало у Львові будинок на площі Ринок, 10, товариство «Дністер» переїхало на цю адресу, де займало кільканадцять кімнат на другому та третьому поверхах (до 1907 року). У 1903 році «Дністер» викупив у «Просвіти» стару кам'яницю на розі вулиць Руської та Підвальної; також придбав дві сусідні ділянки й на цій території у 1905–1906 рр. будівельна фірма Івана Левинського спорудила величну будівлю Товариства «Дністер» (нинішній будинок по вул. Руській, 20).
Більшу частину будівельних і оздоблювальних робіт було виконано силами українських фірм і окремих фахівців. Загальне керівництво будовою здійснював Філемон Левицький, майолікою займався Олександр Лушпинський, столярними роботами (як і кахлями) — фабрика І. Левинського, малярськими — Теодор Ґелета, лакувальними — Лев Качоровський, частиною слюсарських — Михайло Стефанівський, бляхарськими — Когут, меблями — Оприск і Пендюк. Всі роботи виконали львів'яни, крім центрального огрівання, дорученого віденській фірмі.
Будівля львівського «Дністра» є одним із найкращих зразків поєднання сецесії з українським національним стилем. Стіни щедро декоровані орнаментальною ліпниною, майоліковими панно, кутими решітками та різьбленим деревом. Будинок має хвилясті аттики, високі стрімкі дахи, вкриті спочатку взорами з кольорової черепиці. Фасад прикрашали герби українських земель — галицького лева та київського Архангела Михаїла.
Компанія успішно розвивалася також у 1920-1930-х роках під керівництвом директорів Стефана Федака (1909—1920) і Ярослава Котлонюка (1920—1944). Незважаючи на його позбавлення польською владою концесій на страхування нерухомого майна від пожеж (1935 рік), товариство залишалося успішною підприємницькою інституцією краю.
Від 1894 року при «Дністрі» існувало «Товариство взаємного кредиту», що в 1896 році трансформувалося у «Краєвий союз кредитовий». Товариство перед Першою світовою війною мало велику популярність. Про це свідчить те, що в ньому було застраховане майно усіх греко-католицьких парафій Галичини. «Дністер» провадив меценатську діяльність. Лише за перших 25 років своєї діяльності на громадські потреби витратив понад 500 тисяч крон.
У 1929 році «Дністер» мав 1200 агентів та 95 630 членів, а також майна на 1 млн. 972 тис. злотих та резервний фонд — 520 тисяч злотих. У 1937 році «Дністер» мав у цьому відділі 14 502 поліси на суму 19 406 721 злотий, а у відділі забезпечень від крадіжок зі зломом — 1 325 полісів на 4 005 094 злотих.
У 1939 році ліквідовано органами радянської влади.